# 18647 Вацлавхюбнер
18647 Вацлавхюбнер (18647 Václavhübner) — астероїд головного поясу, відкритий 21 березня 1998 року.
Тіссеранів параметр щодо Юпітера — 3,443.